# Palazzo del Parlamento (Victoria)
Il Palazzo del Parlamento (in inglese British Columbia Parliament Buildings) è un complesso di edifici situato a Victoria, in Canada, che ospitano l'Assemblea legislativa della Columbia Britannica.
Gli edifici realizzati in stile neobarocco tra il 1893 e il 1897, si affacciano su Belleville Street. Sul prato di fronte si ergono una statua della regina Vittoria, nonché un monumento che commemora i caduti della prima guerra mondiale, seconda guerra mondiale, guerra di Corea e Afghanistan. In cima alla cupola centrale dell'edificio c'è una statua ricoperta d'oro ritraente il capitano George Vancouver.